# Agrotis grammomima
Agrotis grammomima är en fjärilsart som beskrevs av Felix Bryk 1948. Agrotis grammomima ingår i släktet Agrotis och familjen nattflyn. Inga underarter finns listade i Catalogue of Life.